# Elliott (Maryland)
Elliott es un lugar designado por el censo ubicado en el condado de Dorchester en el estado estadounidense de Maryland. En el Censo de 2010 tenía una población de 52 habitantes y una densidad poblacional de 56,72 personas por km².

## Geografía
Elliott se encuentra ubicado en las coordenadas 38°18′29″N 76°0′39″O / 38.30806, -76.01083. Según la Oficina del Censo de los Estados Unidos, Elliott tiene una superficie total de 0.92 km², de la cual 0.91 km² corresponden a tierra firme y (0.85%) 0.01 km² es agua.

## Demografía
Según el censo de 2010, había 52 personas residiendo en Elliott. La densidad de población era de 56,72 hab./km². De los 52 habitantes, Elliott estaba compuesto por el 94.23% blancos, el 0% eran afroamericanos, el 5.77% eran amerindios, el 0% eran asiáticos, el 0% eran isleños del Pacífico, el 0% eran de otras razas y el 0% pertenecían a dos o más razas. Del total de la población el 0% eran hispanos o latinos de cualquier raza.